# Frances Hodgson Burnett

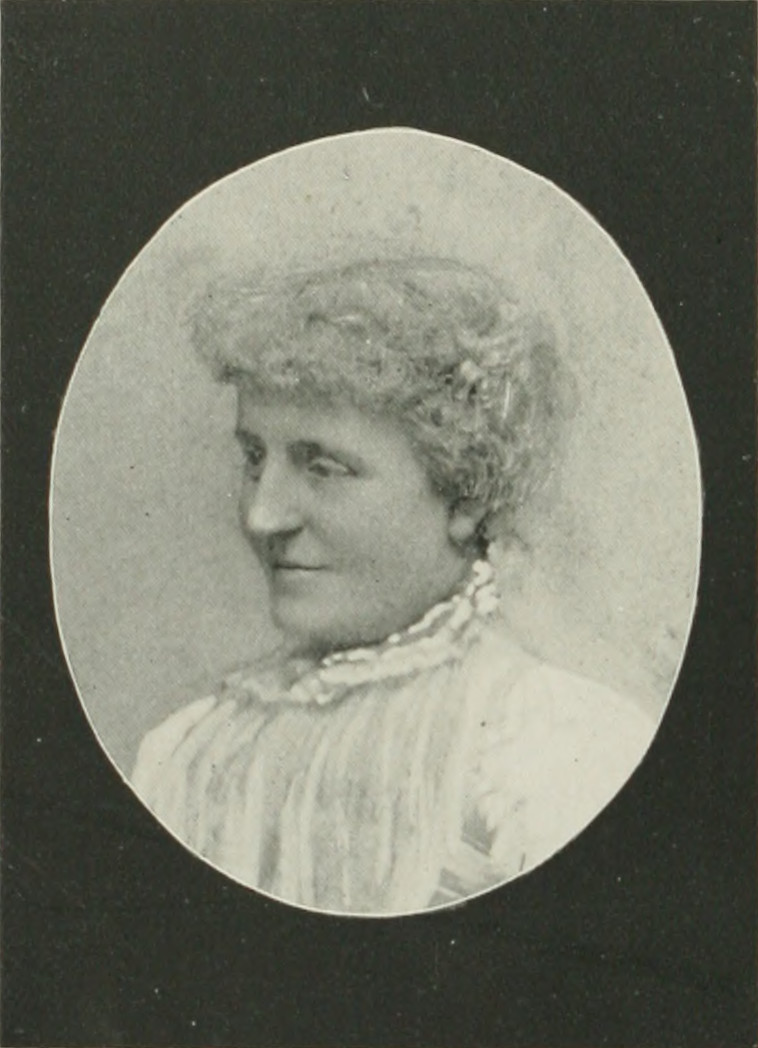
Arcképe

Frances Hodgson Burnett (Manchester, 1849. november 24. — Plandome, N. Y., 1924. október 29.) angol származású amerikai (USA) írónő. Gyermekkönyvei a 19. század végén nagyon  népszerűek voltak.

## Életpályája
Családi neve Hodgson. Tizenhat éves korától, 1865 óta Amerikában élt, mivel családja Tennessee államba költözött. Mint regényíró, első sikerét That Lass o'Lowrie's című regényével (1877) érte el, amely a lancashire-i bányászok életéből vette tárgyát. Legismertebb műve, a Little Lord Fauntleroy című ifjúsági regénye (1886) a maga nemében klasszikusnak számít. A szentimentális történet egy amerikai mintakisfiúról szól, aki angol lordi rangot és óriási vagyont örököl hétéves korában. A művet számos nyelvre lefordították. Magyarországon először 1889-ben jelent meg, Kárpáti J. fordításában, A kis lord címmel. A regényből színdarabot is csináltak, amelyet Magyarországon is bemutattak.
Burnett több mint 40 regényt írt, melyek közül kiemelkedik The Secret Garden (A titkos kert) című műve is (1909, magyarul először 1925-ben).
Burnett fő művei világszerte, így Magyarországon is, számos kiadásban jelentek meg.

## Magyarul
- A kis lord. Elbeszélés; Révai, Bp., 1890
- A csinos Polly Pemberton. Egy szív története. Regény; ford. Szigethyné Szalay Erzsi; Országgyűlési Értesítő Ny., Bp., 1897 (A "Magyar Újság" regénycsarnoka)
- A kis lord; ford. Kárpáti János; Singer-Wolfner, Bp., 1899 (Egyetemes regénytár IV.)
- A kis lord. Elbeszélés az ifjúság számára; ford. Névy Béla; Athenaeum, Bp., 1906
- Zempléni P. Gyuláné: Idegenben. Regény fiatal leányok számára / Frances H. Burnett: Edithke; Athenaeum, Bp., 1914
- A titkos kert; ford. Adorján Sándor; Athenaeum, Bp., 1925
- A kis lord, 1-2.; átdolg. Zigány Árpád.; Pallas Ny., Bp., 1927 (Tündérvásár könyvtára)
- A padlásszoba kis hercegnője. Elbeszélés; ford. Pogány Kázmér; Szent István-Társulat, Bp., 1928
- A titkos kert. Regény, 1-2.; ford. Kopácsy Margit; Móra, Bp., 1959
- A titkos kert; átdolg. John Escott, ford. Görög Lívia; Ciceró, Bp., 1995 (Klasszikus regények – fiataloknak)
- A kis lord; ford. Cserna György; Alexandra, Pécs, 1996
- A padlásszoba kis hercegnője; ford. Görög Lívia; Ciceró, Bp., 1996 (Klasszikusok fiataloknak)
- A titkos kert; ford. Hegyes-Horváth Csilla; Heted7 Világ Könyvmagazin, Bp., 2002 (A gyermek- és ifjúsági irodalom gyöngyszemei)
- A kis lord; ford. Kopácsy Margit; Ciceró, Bp., 2010 (Klasszikusok fiataloknak)